# Rivière Illukotat
Der Rivière Illukotat ist ein 65 km langer Zufluss der Hudson Bay in der Verwaltungsregion Nord-du-Québec der kanadischen Provinz Québec.

## Flusslauf
Der Rivière Illukotat hat sein Quellgebiet 57 km ostnordöstlich von Akulivik auf einer Höhe von etwa 330 m. Er fließt anfangs 2 km nach Norden. Anschließend wendet er sich etwa 25 km nach Südwesten und auf seiner restlichen Strecke in Richtung Westsüdwest. Der Rivière Illukotat durchfließt eine Tundra-Landschaft des Kanadischen Schildes und mündet unmittelbar südlich von Akulivik ins Meer. 
Das vom Rivière Illukotat durchflossene Gebiet ist von zahlreichen niedrigen Höhenkämmen durchzogen, die in SW-NO- und WSW-ONO-Richtung verlaufen. Das schmale schlauchförmige Einzugsgebiet des Rivière Illukotat grenzt im Norden an das des Rivière Deguise, im Süden an das des Rivière Chukotat.